# Thailand-Burma-Eisenbahn
| |                     |                                           |                                           |
| Streckenlänge: | 415 km              |                                           |                                           |
| Spurweite: | 1000 mm (Meterspur) |                                           |                                           |
| |                     |                                           |                                           |
| \| \| \| Südbahn von Thonburi \| \| \| \| 68,22 \| Ban Pong 1943–1945: Khok Mo \| Ban Pong 1943–1945: Khok Mo \| \| \| \| Südbahn nach Malaysia \| \| \| \| 67,90 \| Thanon Songphon \| Thanon Songphon \| \| \| 69,00 \| Ban Pong Mai 1943–1945: Kun Ma \| Ban Pong Mai 1943–1945: Kun Ma \| \| \| 73,65 \| Sa Kosinarai \| Sa Kosinarai \| \| \| 77,43 \| Luk Kae 1943–1945: Ruk Khe \| Luk Kae 1943–1945: Ruk Khe \| \| \| 85,00 \| Tha Maka \| Tha Maka \| \| \| 89,77 \| Tha Ruea Noi \| Tha Ruea Noi \| \| \| 96,68 \| Ban Nong Suea \| Ban Nong Suea \| \| \| 101,40 \| Tha Muang (Containerbahnhof) \| Tha Muang (Containerbahnhof) \| \| \| 102,71 \| Thung Thong (Tha Muang) \| Thung Thong (Tha Muang) \| \| \| 107,00 \| Khao Din (Zentrales Bw) \| Khao Din (Zentrales Bw) \| \| \| 112 \| Dang Na Talea \| Dang Na Talea \| \| \| 114,36 \| Pak Phraek \| Pak Phraek \| \| \| 115,65 \| Thung Na Thale \| Thung Na Thale \| \| \| 117,04 \| Kanchanaburi \| Kanchanaburi \| \| \| 120,20 \| Saphan Kwae Yai \| Saphan Kwae Yai \| \| \| \| \| \| \| \| 120,26 \| Khwae Yai („Kwai“),[Anm. 1] Stahlbrücke (323,5 m) \| Khwae Yai („Kwai“),[Anm. 1] Stahlbrücke (323,5 m) \| \| \| \| Khwae Yai („Kwai“), ehem. Trajekt \| \| \| \| \| \| \| \| \| 121,55 \| Khao Pun \| Khao Pun \| \| \| 124 \| Chungkai \| Chungkai \| \| \| 129,69 \| Witthayalai Kaset \| Witthayalai Kaset \| \| \| 136 \| Wang Lan \| Wang Lan \| \| \| 136,46 \| Na Kan (seit 1971) \| Na Kan (seit 1971) \| \| \| 140,15 \| Wang Yen \| Wang Yen \| \| \| 143 \| Tha Pong \| Tha Pong \| \| \| 144,80 \| Wang Tkhian (seit 1958) \| Wang Tkhian (seit 1958) \| \| \| 148,17 \| Ban Pong Siao \| Ban Pong Siao \| \| \| 151,95 \| Ban Khao \| Ban Khao \| \| \| 156,80 \| Tha Ta Suea (seit 1971) \| Tha Ta Suea (seit 1971) \| \| \| 161,95 \| Tha Kilen \| Tha Kilen \| \| \| 167,03 \| Wang Sing \| Wang Sing \| \| \| 172,35 \| Lum Sum (ehem. Ai Hit) \| Lum Sum (ehem. Ai Hit) \| \| \| 173,87 \| Saphan Tham \| Saphan Tham \| \| \| 174,17 \| Tham-Krasae-Viadukt, Khwae Noi \| Tham-Krasae-Viadukt, Khwae Noi \| \| \| 174,67 \| Red „Stop“ Sign (Fotohalt für Sonderzüge) \| Red „Stop“ Sign (Fotohalt für Sonderzüge) \| \| \| 178,10 \| Wang Pho \| Wang Pho \| \| \| 183,66 \| Ko Maha Mongkhon \| Ko Maha Mongkhon \| \| \| 185,35 \| Chong Khaep \| Chong Khaep \| \| \| 188,90 \| Wang Yai \| Wang Yai \| \| \| 191,25 \| Ban Phu Phong \| Ban Phu Phong \| \| \| 194,24 \| Nam Tok (ehem. Tha Sao) \| Nam Tok (ehem. Tha Sao) \| \| \| 195,69 \| Nam Tok Sai Yok Noi (seit 2003) \| Nam Tok Sai Yok Noi (seit 2003) \| \| \| 139,05 \| Tonchan \| Tonchan \| \| \| 147,52 \| Tampii \| Tampii \| \| \| \| Hellfire-Pass \| \| \| \| \| „Kartenhaus“-Brücke \| \| \| \| 155,03 \| Hintok \| Hintok \| \| \| 161,40 \| Kannyu \| Kannyu \| \| \| 167,70 \| Sai Yok \| Sai Yok \| \| \| 171,72 \| Kin Sa Yok \| Kin Sa Yok \| \| \| 180,53 \| Rin Tin („Lin Tin“) \| Rin Tin („Lin Tin“) \| \| \| 190,48 \| Kui Yae \| Kui Yae \| \| \| 197,75 \| Hin Dat \| Hin Dat \| \| \| 202,50 \| Linson \| Linson \| \| \| 208,11 \| Prang Kasi \| Prang Kasi \| \| \| 213,80 \| Yong Thi \| Yong Thi \| \| \| 218,15 \| Tha Khanun \| Tha Khanun \| \| \| \| Vajiralongkorn-Talsperre (seit 1985) \| \| \| \| 229,14 \| Nam Chon Yai \| Nam Chon Yai \| \| \| 236,80 \| Tha Mayo \| Tha Mayo \| \| \| \| \| \| \| \| 244,19 \| Thamrong Patho \| Thamrong Patho \| \| \| 250,13 \| Kroeng Krai \| Kroeng Krai \| \| \| 257,70 \| Kurikonta \| Kurikonta \| \| \| 262,53 \| Konkuita \| Konkuita \| \| \| 262,87 \| Zusammenschluss am 17. Oktober 1943 \| Zusammenschluss am 17. Oktober 1943 \| \| \| 273,06 \| Thimongtha \| Thimongtha \| \| \| 276,00 \| Shimo Ni Thea \| Shimo Ni Thea \| \| \| \| Ni-Thea-Brücke \| \| \| \| 281,80 \| Ni Thea („Nikki“, „Neike“) \| Ni Thea („Nikki“, „Neike“) \| \| \| 294,02 \| Songkurai \| Songkurai \| \| \| \| Thailand / Burma \| \| \| \| 303,53 \| Drei-Pagoden-Pass \| 272,45 m \| \| \| 303,95 \| Chaunggahla-ya \| Chaunggahla-ya \| \| \| \| Burma / Thailand \| \| \| \| 305,60 \| Drei Pagoden (Grenz-Friedens-Tempel) \| Drei Pagoden (Grenz-Friedens-Tempel) \| \| \| \| Thailand / Burma \| \| \| \| 306,09 \| Payathonzu \| Payathonzu \| \| \| 310,63 \| Aungganaung \| Aungganaung \| \| \| 315,00 \| Regue \| Regue \| \| \| 319,88 \| Kyondaw \| Kyondaw \| \| \| 325,30 \| Lawa \| Lawa \| \| \| 332,09 \| Apalon-Brücke \| Apalon-Brücke \| \| \| 332,60 \| Apalon \| Apalon \| \| \| 337,25 \| Apalaine \| Apalaine \| \| \| 342,83 \| Mezali \| Mezali \| \| \| 348,66 \| Kami Mezali \| Kami Mezali \| \| \| 354,00 \| Lonsi \| Lonsi \| \| \| 357,60 \| Taungzun \| Taungzun \| \| \| 361,90 \| Thanbaya \| Thanbaya \| \| \| 366,06 \| Anankwin („Anakuin“) \| Anankwin („Anakuin“) \| \| \| 374,40 \| Beke Taung \| Beke Taung \| \| \| 379,92 \| Tanyin \| Tanyin \| \| \| 384,59 \| Retphaw („Repo“) \| Retphaw („Repo“) \| \| \| 391,02 \| Konnoki \| Konnoki \| \| \| 396,39 \| Rabao \| Rabao \| \| \| 401,34 \| Thetkaw \| Thetkaw \| \| \| 406,37 \| Wagale \| Wagale \| \| \| 409,79 \| Sin-Thanbyuzayat \| Sin-Thanbyuzayat \| \| \| \| Strecke von Dawei \| \| \| \| 414,92 \| Thanbyuzayat \| Thanbyuzayat \| \| \| \| Strecke nach Mawlamyaing \| \| |                     |                                           |                                           |
| Strecke |                     | Südbahn von Thonburi                      | Südbahn von Thonburi                      |
| Bahnhof | 68,22               | Ban Pong 1943–1945: Khok Mo               | Ban Pong 1943–1945: Khok Mo               |
| Abzweig geradeaus und nach links |                     | Südbahn nach Malaysia                     | Südbahn nach Malaysia                     |
| Haltepunkt / Haltestelle | 67,90               | Thanon Songphon                           | Thanon Songphon                           |
| ehemaliger Bahnhof | 69,00               | Ban Pong Mai 1943–1945: Kun Ma            | Ban Pong Mai 1943–1945: Kun Ma            |
| Bahnhof | 73,65               | Sa Kosinarai                              | Sa Kosinarai                              |
| Bahnhof | 77,43               | Luk Kae 1943–1945: Ruk Khe                | Luk Kae 1943–1945: Ruk Khe                |
| ehemaliger Bahnhof | 85,00               | Tha Maka                                  | Tha Maka                                  |
| Bahnhof | 89,77               | Tha Ruea Noi                              | Tha Ruea Noi                              |
| ehemaliger Haltepunkt / Haltestelle | 96,68               | Ban Nong Suea                             | Ban Nong Suea                             |
| Dienststation / Betriebs- oder Güterbahnhof | 101,40              | Tha Muang (Containerbahnhof)              | Tha Muang (Containerbahnhof)              |
| Haltepunkt / Haltestelle | 102,71              | Thung Thong (Tha Muang)                   | Thung Thong (Tha Muang)                   |
| ehemaliger Dienststation / Betriebs- oder Güterbahnhof | 107,00              | Khao Din (Zentrales Bw)                   | Khao Din (Zentrales Bw)                   |
| ehemaliger Haltepunkt / Haltestelle | 112                 | Dang Na Talea                             | Dang Na Talea                             |
| Haltepunkt / Haltestelle | 114,36              | Pak Phraek                                | Pak Phraek                                |
| ehemaliger Haltepunkt / Haltestelle | 115,65              | Thung Na Thale                            | Thung Na Thale                            |
| Bahnhof | 117,04              | Kanchanaburi                              | Kanchanaburi                              |
| Haltepunkt / Haltestelle | 120,20              | Saphan Kwae Yai                           | Saphan Kwae Yai                           |
| Abzweig geradeaus und ehemals nach links · Strecke von rechts (außer Betrieb) |                     |                                           |                                           |
| Brücke über Wasserlauf · Strecke (außer Betrieb) | 120,26              | Khwae Yai („Kwai“), Stahlbrücke (323,5 m) | Khwae Yai („Kwai“), Stahlbrücke (323,5 m) |
| Strecke · Eisenbahnfähre (Strecke außer Betrieb) |                     | Khwae Yai („Kwai“), ehem. Trajekt         | Khwae Yai („Kwai“), ehem. Trajekt         |
| Abzweig geradeaus und ehemals von links · Strecke nach rechts (außer Betrieb) |                     |                                           |                                           |
| ehemaliger Haltepunkt / Haltestelle | 121,55              | Khao Pun                                  | Khao Pun                                  |
| ehemaliger Dienststation / Betriebs- oder Güterbahnhof | 124                 | Chungkai                                  | Chungkai                                  |
| Bahnhof | 129,69              | Witthayalai Kaset                         | Witthayalai Kaset                         |
| Haltepunkt / Haltestelle | 136                 | Wang Lan                                  | Wang Lan                                  |
| Haltepunkt / Haltestelle | 136,46              | Na Kan (seit 1971)                        | Na Kan (seit 1971)                        |
| Bahnhof | 140,15              | Wang Yen                                  | Wang Yen                                  |
| ehemaliger Haltepunkt / Haltestelle | 143                 | Tha Pong                                  | Tha Pong                                  |
| Haltepunkt / Haltestelle | 144,80              | Wang Tkhian (seit 1958)                   | Wang Tkhian (seit 1958)                   |
| Haltepunkt / Haltestelle | 148,17              | Ban Pong Siao                             | Ban Pong Siao                             |
| ehemaliger Haltepunkt / Haltestelle | 151,95              | Ban Khao                                  | Ban Khao                                  |
| Haltepunkt / Haltestelle | 156,80              | Tha Ta Suea (seit 1971)                   | Tha Ta Suea (seit 1971)                   |
| Bahnhof | 161,95              | Tha Kilen                                 | Tha Kilen                                 |
| Haltepunkt / Haltestelle | 167,03              | Wang Sing                                 | Wang Sing                                 |
| Haltepunkt / Haltestelle | 172,35              | Lum Sum (ehem. Ai Hit)                    | Lum Sum (ehem. Ai Hit)                    |
| Haltepunkt / Haltestelle | 173,87              | Saphan Tham                               | Saphan Tham                               |
| Brücke über Wasserlauf | 174,17              | Tham-Krasae-Viadukt, Khwae Noi            | Tham-Krasae-Viadukt, Khwae Noi            |
| Blockstelle | 174,67              | Red „Stop“ Sign (Fotohalt für Sonderzüge) | Red „Stop“ Sign (Fotohalt für Sonderzüge) |
| Bahnhof | 178,10              | Wang Pho                                  | Wang Pho                                  |
| ehemaliger Haltepunkt / Haltestelle | 183,66              | Ko Maha Mongkhon                          | Ko Maha Mongkhon                          |
| Haltepunkt / Haltestelle | 185,35              | Chong Khaep                               | Chong Khaep                               |
| Haltepunkt / Haltestelle | 188,90              | Wang Yai                                  | Wang Yai                                  |
| Haltepunkt / Haltestelle | 191,25              | Ban Phu Phong                             | Ban Phu Phong                             |
| Bahnhof | 194,24              | Nam Tok (ehem. Tha Sao)                   | Nam Tok (ehem. Tha Sao)                   |
| Haltepunkt / Haltestelle Strecke ab hier außer Betrieb | 195,69              | Nam Tok Sai Yok Noi (seit 2003)           | Nam Tok Sai Yok Noi (seit 2003)           |
| Bahnhof (Strecke außer Betrieb) | 139,05              | Tonchan                                   | Tonchan                                   |
| Bahnhof (Strecke außer Betrieb) | 147,52              | Tampii                                    | Tampii                                    |
| Kulminations-/Scheitelpunkt (Strecke außer Betrieb) |                     | Hellfire-Pass                             | Hellfire-Pass                             |
| Brücke über Wasserlauf (Strecke außer Betrieb) |                     | „Kartenhaus“-Brücke                       | „Kartenhaus“-Brücke                       |
| Bahnhof (Strecke außer Betrieb) | 155,03              | Hintok                                    | Hintok                                    |
| Bahnhof (Strecke außer Betrieb) | 161,40              | Kannyu                                    | Kannyu                                    |
| Bahnhof (Strecke außer Betrieb) | 167,70              | Sai Yok                                   | Sai Yok                                   |
| Bahnhof (Strecke außer Betrieb) | 171,72              | Kin Sa Yok                                | Kin Sa Yok                                |
| Bahnhof (Strecke außer Betrieb) | 180,53              | Rin Tin („Lin Tin“)                       | Rin Tin („Lin Tin“)                       |
| Bahnhof (Strecke außer Betrieb) | 190,48              | Kui Yae                                   | Kui Yae                                   |
| Bahnhof (Strecke außer Betrieb) | 197,75              | Hin Dat                                   | Hin Dat                                   |
| Dienststation / Betriebs- oder Güterbahnhof (Strecke außer Betrieb) | 202,50              | Linson                                    | Linson                                    |
| Bahnhof (Strecke außer Betrieb) | 208,11              | Prang Kasi                                | Prang Kasi                                |
| Bahnhof (Strecke außer Betrieb) | 213,80              | Yong Thi                                  | Yong Thi                                  |
| Bahnhof (Strecke außer Betrieb) | 218,15              | Tha Khanun                                | Tha Khanun                                |
| Strecke (außer Betrieb) |                     | Vajiralongkorn-Talsperre (seit 1985)      | Vajiralongkorn-Talsperre (seit 1985)      |
| Bahnhof (Strecke außer Betrieb) | 229,14              | Nam Chon Yai                              | Nam Chon Yai                              |
| Bahnhof (Strecke außer Betrieb) | 236,80              | Tha Mayo                                  | Tha Mayo                                  |
| Brücke über Wasserlauf (Strecke außer Betrieb) |                     |                                           |                                           |
| Bahnhof (Strecke außer Betrieb) | 244,19              | Thamrong Patho                            | Thamrong Patho                            |
| Bahnhof (Strecke außer Betrieb) | 250,13              | Kroeng Krai                               | Kroeng Krai                               |
| Bahnhof (Strecke außer Betrieb) | 257,70              | Kurikonta                                 | Kurikonta                                 |
| Bahnhof (Strecke außer Betrieb) | 262,53              | Konkuita                                  | Konkuita                                  |
| Kilometer-Wechsel (Strecke außer Betrieb) | 262,87              | Zusammenschluss am 17. Oktober 1943       | Zusammenschluss am 17. Oktober 1943       |
| Bahnhof (Strecke außer Betrieb) | 273,06              | Thimongtha                                | Thimongtha                                |
| Bahnhof (Strecke außer Betrieb) | 276,00              | Shimo Ni Thea                             | Shimo Ni Thea                             |
| Brücke über Wasserlauf (Strecke außer Betrieb) |                     | Ni-Thea-Brücke                            | Ni-Thea-Brücke                            |
| Bahnhof (Strecke außer Betrieb) | 281,80              | Ni Thea („Nikki“, „Neike“)                | Ni Thea („Nikki“, „Neike“)                |
| Bahnhof (Strecke außer Betrieb) | 294,02              | Songkurai                                 | Songkurai                                 |
| Grenze (Strecke außer Betrieb) |                     | Thailand / Burma                          | Thailand / Burma                          |
| Kulminations-/Scheitelpunkt (Strecke außer Betrieb) | 303,53              | Drei-Pagoden-Pass                         | 272,45 m                                  |
| Bahnhof (Strecke außer Betrieb) | 303,95              | Chaunggahla-ya                            | Chaunggahla-ya                            |
| Grenze (Strecke außer Betrieb) |                     | Burma / Thailand                          | Burma / Thailand                          |
| Haltepunkt / Haltestelle (Strecke außer Betrieb) | 305,60              | Drei Pagoden (Grenz-Friedens-Tempel)      | Drei Pagoden (Grenz-Friedens-Tempel)      |
| Grenze (Strecke außer Betrieb) |                     | Thailand / Burma                          | Thailand / Burma                          |
| Bahnhof (Strecke außer Betrieb) | 306,09              | Payathonzu                                | Payathonzu                                |
| Bahnhof (Strecke außer Betrieb) | 310,63              | Aungganaung                               | Aungganaung                               |
| Bahnhof (Strecke außer Betrieb) | 315,00              | Regue                                     | Regue                                     |
| Bahnhof (Strecke außer Betrieb) | 319,88              | Kyondaw                                   | Kyondaw                                   |
| Bahnhof (Strecke außer Betrieb) | 325,30              | Lawa                                      | Lawa                                      |
| Brücke über Wasserlauf (Strecke außer Betrieb) | 332,09              | Apalon-Brücke                             | Apalon-Brücke                             |
| Bahnhof (Strecke außer Betrieb) | 332,60              | Apalon                                    | Apalon                                    |
| Bahnhof (Strecke außer Betrieb) | 337,25              | Apalaine                                  | Apalaine                                  |
| Bahnhof (Strecke außer Betrieb) | 342,83              | Mezali                                    | Mezali                                    |
| Bahnhof (Strecke außer Betrieb) | 348,66              | Kami Mezali                               | Kami Mezali                               |
| Dienststation / Betriebs- oder Güterbahnhof (Strecke außer Betrieb) | 354,00              | Lonsi                                     | Lonsi                                     |
| Bahnhof (Strecke außer Betrieb) | 357,60              | Taungzun                                  | Taungzun                                  |
| Bahnhof (Strecke außer Betrieb) | 361,90              | Thanbaya                                  | Thanbaya                                  |
| Bahnhof (Strecke außer Betrieb) | 366,06              | Anankwin („Anakuin“)                      | Anankwin („Anakuin“)                      |
| Bahnhof (Strecke außer Betrieb) | 374,40              | Beke Taung                                | Beke Taung                                |
| Bahnhof (Strecke außer Betrieb) | 379,92              | Tanyin                                    | Tanyin                                    |
| Bahnhof (Strecke außer Betrieb) | 384,59              | Retphaw („Repo“)                          | Retphaw („Repo“)                          |
| Bahnhof (Strecke außer Betrieb) | 391,02              | Konnoki                                   | Konnoki                                   |
| Bahnhof (Strecke außer Betrieb) | 396,39              | Rabao                                     | Rabao                                     |
| Bahnhof (Strecke außer Betrieb) | 401,34              | Thetkaw                                   | Thetkaw                                   |
| Bahnhof (Strecke außer Betrieb) | 406,37              | Wagale                                    | Wagale                                    |
| Bahnhof (Strecke außer Betrieb) | 409,79              | Sin-Thanbyuzayat                          | Sin-Thanbyuzayat                          |
| Abzweig ehemals geradeaus und von links |                     | Strecke von Dawei                         | Strecke von Dawei                         |
| Bahnhof | 414,92              | Thanbyuzayat                              | Thanbyuzayat                              |
| Strecke nach rechts |                     | Strecke nach Mawlamyaing                  | Strecke nach Mawlamyaing                  |

Die Thailand-Burma-Eisenbahn oder Bahnstrecke Ban Pong–Thanbuyzayat (englisch Thailand-Burma Railway),  umgangssprachlich „Eisenbahn des Todes“ (englisch: Death Railway, 
thailändisch ทางรถไฟสายมรณะ, Thang Rotfai Sai Marana), verband in den Jahren 1943 bis 1945 für 17 Monate die Eisenbahnnetze des thailändischen Royal Railway Department und des Burma Railways Board.
Im Zweiten Weltkrieg ließ die Kaiserlich Japanische Armee die Strecke von Zwangsarbeitern und Kriegsgefangenen bauen, deren unmenschliche Behandlung ein Kriegsverbrechen darstellt.
Weithin bekannt wurde die Strecke durch die Filme Die Brücke am Kwai, Gefangen in der Hölle und Die Liebe seines Lebens.

## Strecke

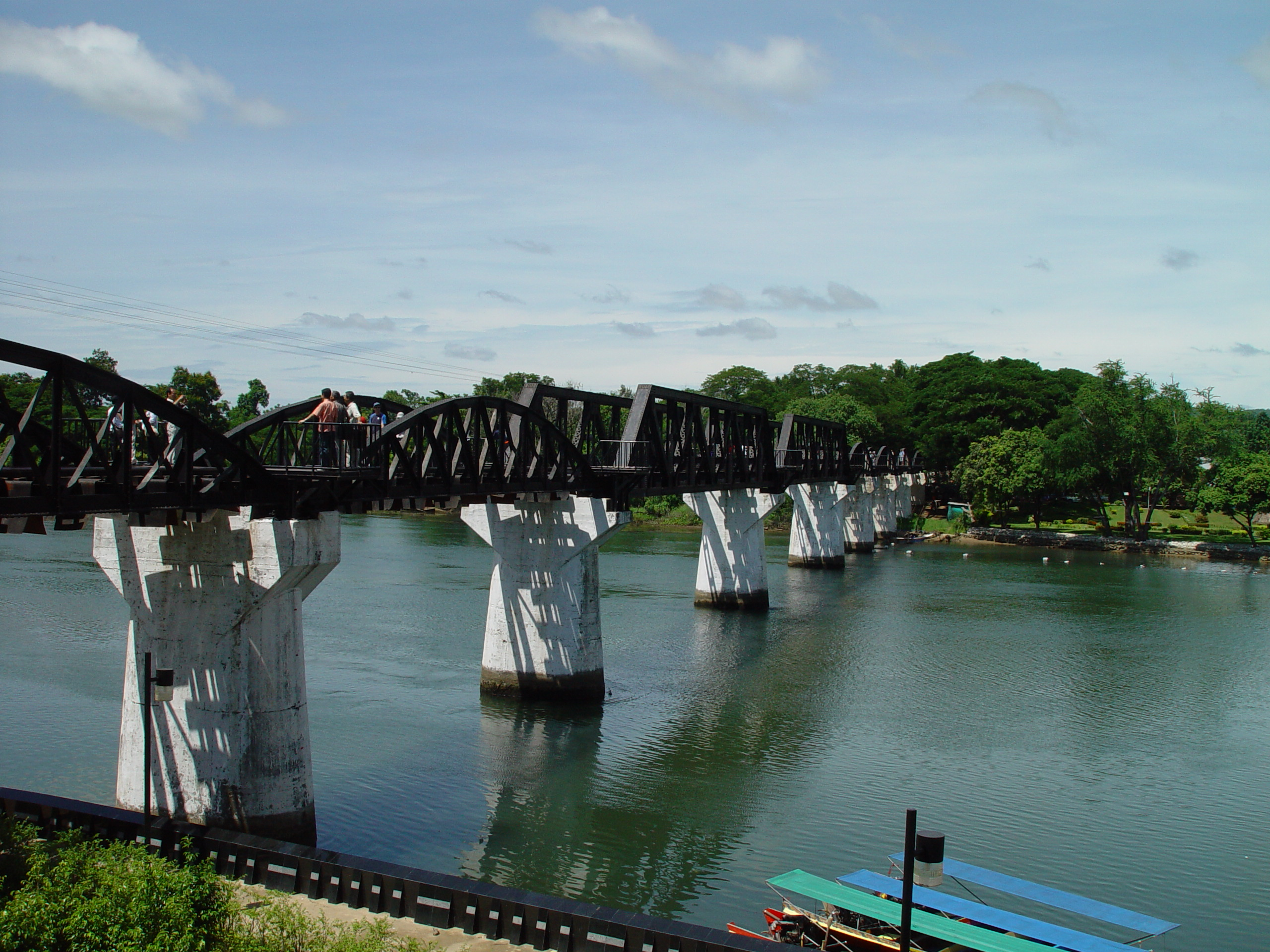
Die Kwai-Brücke bei Kanchanaburi (2004)

Die Bahnstrecke verlief auf einer Länge von 415 Kilometern von Khok Mo in Thailand nach Thanbyuzayat im heutigen Myanmar. An beiden Enden stellte sie die Verbindung zum dortigen Eisenbahnnetz her. Von der Gesamtstrecke liegen 110 Kilometer in Myanmar, 305 Kilometer in Thailand. Heute werden davon noch 131 Kilometer von der Thailändischen Staatsbahn betrieben, der Rest wurde aufgegeben, die Gleise größtenteils abgebaut.
Das japanische Militär kilometrierte die Strecke von Nong Pladuk Junction an der Südbahn. Nach Übernahme durch die thailändische Staatsbahn wurde der von ihr betriebene östliche Rest der Strecke – wie für alle ihre Strecken üblich – von Bangkok, in diesem Fall vom Bahnhof Thonburi, aus kilometriert.

## Vorgeschichte
Pläne der britischen Kolonialverwaltung in Indien in der zweiten Hälfte des 19. Jahrhunderts, eine Eisenbahn von Burma nach China aus topografischen Gründen über siamesisches Gebiet zu führen, wehrte die siamesische Regierung ab, weil das den Briten einen besseren Zugriff auf den Norden Thailands ermöglicht hätte als der Regierung in Bangkok selbst. Die im Aufbau befindlichen Streckennetze in Thailand und Burma zu verbinden, war Ende des 19. Jahrhunderts naheliegend.
1903 untersuchten Ingenieure den Bau einer Verbindung zwischen der unter deutscher Leitung seit 1898 normalspurig errichteten thailändischen Nordbahn, die von Bangkok nach Chiang Mai vorangetrieben wurde, und Burma. Dabei wurde das Tal des Mae Nam Mae Klong (Mae-Klong-Fluss) und die Überwindung der Bergkette am Drei-Pagoden-Pass als die technisch günstigste Lösung ermittelt. Das Projekt wurde jedoch nach diesen Vorarbeiten beendet, da Kosten und Nutzen kein vernünftiges Verhältnis ergaben.
Ab 1910 nahmen britische Ingenieure erneut die Idee auf, Siam und Burma zu verbinden, diesmal mit einer meterspurigen Strecke und mit einer Anbindung an die von Anfang an in Meterspur errichtete Südbahn, die von Bangkok-Thonburi in Richtung British Malaya vorangetrieben wurde. Innerhalb von zwei Jahren wurden relativ detaillierte Pläne ausgearbeitet, die jedoch ebenfalls fallengelassen wurden. Auch sie stellten fest, dass die Kosten-Nutzen-Relation den Bau nicht rechtfertigte. So lagen um 1930 zwei Studien für eine entsprechende Eisenbahnstrecke vor. Sie waren einem größeren Kreis bekannt, in Tokio waren sie Gegenstand des Lehrstoffes an den eisenbahntechnisch ausgerichteten Fakultäten der Hochschulen.

## Politische Ausgangslage
Nachdem das Kaiserreich Japan im Zweiten Weltkrieg 1941/1942 Malaysia, Singapur, Thailand und Burma erobert hatte, wurde Burma unter einer von Japan kontrollierten Regierung „unabhängig“; die thailändische Regierung arrangierte sich mit den Besatzern und trat auf japanischer Seite in den Krieg ein.
Die japanische Generalität strebte eine Verbindung der Eisenbahnen Burmas und Thailands an, um den langen und damit riskanten Transport über See um die Malaiische Halbinsel, durch die Straße von Malakka und um Singapur herum zu vermeiden. Sie wollte damit strategisch den Angriff auf Britisch-Indien vorbereiten.
Seit Februar 1942 wurde die Trasse vermessen, seit März Vorbereitungen zum Bau getroffen. Im Juni 1942 wurde der Bau angeordnet, am 5. Juli 1942 der Null-Kilometerstein in Nong Pladuk gesetzt. Der Streckenbau sollte im Wesentlichen durch Kriegsgefangene und Zwangsarbeiter erfolgen.

## Bau

### Voraussetzungen
Den Japanern war mit ihren Eroberungen Indonesiens, Indochinas, Malaysias und Singapurs Gleismaterial und Schwellen sowie zahlreiche Eisenbahnfahrzeuge der eroberten Gebiete in die Hände gefallen, was die materielle Voraussetzung für den Bau der 415 Kilometer langen Strecke war. Allein in Malaysia bauten die Japaner 320 Kilometer der Oststrecke zwischen Kuala Krai, Kelantan und Mantakab, Pahang  ab, sowie einige Nebenbahnen, insgesamt 444 Kilometer, und 92 Kilometer weiterer Gleisanlagen. Darüber hinaus wurde auch Material aus Japan selbst herbeigeschafft. Damit wurde neben der Burma–Thailand-Eisenbahn auch noch die Bahnstrecke Chumphon–Khao Fachi errichtet.
Weiter waren den Japanern bei der Eroberung der malaiischen Halbinsel und dem Kampf um Singapur etwa 85.000 Kriegsgefangene in die Hände gefallen, die als Arbeitskräfte an der Strecke eingesetzt werden sollten. Die Angaben dazu, wie viele tatsächlich zum Einsatz kamen, weichen stark voneinander ab. Es werden 50.000 bis 70.000 alliierte Kriegsgefangene genannt. Weitere rund 200.000 asiatische Zwangsarbeiter wurden eingesetzt. Dazu begannen die Japaner Einheimische sowie Männer aus den von ihnen besetzten Territorien für den Bau der Bahnstrecke anzuwerben. Sie wurden dazu größtenteils mit falschen Versprechungen auf die Baustellen geholt. Die zuvor ausgehandelte Bezahlung wurde konsequent verweigert. Hunderttausende Zivilisten wurden so in Zwangsarbeit gebracht. An der Strecke baute auch eine geringe Zahl japanischer Soldaten mit, die in Kriegseinsätzen gemäß dem Bushidō ihre „Ehre verloren“ hatten.
Die Strecke wurde unabhängig von der thailändischen Eisenbahn vom japanischen Militär errichtet und betrieben. Zum Verlauf der Strecke bis Kanchanaburi gab es Absprachen mit der thailändischen Regierung, westlich davon bauten die Japaner die Strecke völlig selbständig. Allerdings wurden die technischen Parameter der thailändischen Eisenbahn zugrunde gelegt und die Strecke auch an die Südbahn angeschlossen, um den unproblematischen Übergang von Eisenbahnfahrzeugen auf die Strecke zu ermöglichen. So wurde für die eingleisige Strecke die in Thailand seit 1929 und in den Nachbarstaaten von Anfang an auf allen Hauptstrecken übliche Meterspur zugrunde gelegt.

### Verlauf
Von der Südbahn der Thailändischen Staatsbahn bei Khok Mo abzweigend verläuft die Strecke zunächst etwa 55 km durch die thailändische Tiefebene bis Tha Makham (Thai: ท่ามะขาม, Tamarind-Kai; heute Teil des Landkreises Mueang Kanchanaburi der Provinz Kanchanaburi), in Höhe des Ostufers des Mae Nam Mae Klong („River Kwai“), bis zum Mae Nam Kwae Noi. Dort überquert sie den Mae Klong mit der berühmt gewordenen Brücke über den Kwai und begleitet ihn an seinem Ostufer bis zu den Bergen des Ta-Now-Sri-Gebirges. Dieses wurde, wie 1903 bereits vorgeschlagen, am Pass der drei Pagoden überwunden. Ab dort wand sich die Strecke an den Berghängen bis nach Thanbyuzayat hinab, wo Anschluss an die Südstrecke der burmesischen Eisenbahn bestand.

### Technischer Aufwand
Für den Bau der Strecke wurden 688 Brücken errichtet, meist als Trestle-Brücken. 63 davon waren länger als 50 Meter. Sieben Brücken wurden in einer zweiten Phase als Stahlbrücken auf burmesischer Seite errichtet sowie die zweite der beiden Brücken über den Kwae Noi. Letztere wird heute noch befahren. Die bekanntesten sind neben letzterer noch die Apalon-Brücke in Myanmar, die so bezeichnete „Kartenhaus“-Brücke (abgebrochen) und der ebenfalls ganz aus Holz errichtete Abschnitt entlang des Kwae Noi bei Wang Pho, der heute noch befahren wird und eine touristische Attraktion darstellt.

### Bauablauf

#### Vorbereitung
Bereits seit Anfang 1942 trafen örtliche Kommandanten der japanischen Armee erste bauvorbereitende Maßnahmen. Im Juni 1942 fiel dann der Beschluss, die Strecke zu bauen. Die offizielle Bezeichnung des Projekts war Thailand–Burma Connecting Railway (泰緬連接鉄道 / Taimen Rensetsu Tetsudo). Baubeginn war im September 1942. Dabei wurde die Strecke von beiden Seiten vorangetrieben. Auf thailändischer Seite war das 9. Eisenbahnregiment verantwortlich, auf der burmesischen Seite das 5. Eisenbahnregiment in einer Gesamtstärke von rund 10.000 Mann.
Ursprüngliches Ziel war, die Strecke Ende 1943 betriebsfertig zu erstellen.

#### Behandlung der Arbeitskräfte
Nach der Eroberung der malaiischen Halbinsel und der Schlacht um Singapur hatten die Japaner etwa 85.000 Kriegsgefangene gemacht, die nun auch zum Eisenbahnbau, unter anderem an der Thailand–Burma-Eisenbahn, eingesetzt werden sollten. Dies geschah unter menschenverachtenden Bedingungen. Die Behandlung der Kriegsgefangenen seitens der Kaiserlich Japanischen Armee war Ausfluss einer Militärkultur, die jegliche Form von Gefangennahme als Schande ansah. Deshalb sah sie sich auch nicht an die Haager Landkriegsordnung oder die Genfer Konvention zur Behandlung von Kriegsgefangenen gebunden. Nach den Maßstäben dieser Abkommen handelte und handelt es sich um Kriegsverbrechen.
| Briten | Niederländer | Australier | US-Amerikaner | andere Alliierte | Asiaten |
| ------ | ------------ | ---------- | ------------- | ---------------- | ------- |
| 30.000 | 18.000       | 13.000     | 700           | 1.000            | 200.000 |

#### Die Transporte
Die ersten Kriegsgefangenen, die in Thanbyuzayat eintrafen, waren 3000 Australier, die vorher schon am Bau von Flugfeldern in Burma beteiligt waren. Diese so genannte „A-Force“ wurde auf dem Schiffsweg nach Mawlamyaing gebracht und dann landeinwärts zum Bauplatz auf burmesischer Seite, den sie Mitte Mai 1942 erreichte. Dort errichteten die Australier ihre Hütten und eine kleine Krankenstation. Die letzten Gefangenen, die mit dem Schiff transportiert wurden, erreichten ihr Ziel im Januar 1943.
Insgesamt verließen mit diesen sogenannten Höllenschiffen 10.951 alliierte und asiatische Gefangene Häfen in japanisch eroberten Gebieten, um nach Mawlamyaing gebracht zu werden. Auf den Überfahrten starben etliche Männer, die für einen solchen Transport zu schwach waren. Die Bedingungen auf den Schiffen förderten die Ausbreitung von Krankheiten. Immer wieder wurden die Schiffe auch zum Ziel alliierter Bomber- und U-Boot-Attacken, bei denen einige sanken, Besatzungen und Gefangene ums Leben kamen.
Auf dem Bauplatz auf thailändischer Seite trafen die ersten Gefangenen Mitte Juni ein. 3000 Briten fuhren in fünf Zügen zu je 600 Mann in Viehwagen gepfercht von Singapur aus über die malaiische Halbinsel bis Nong Pladuk Junction. Ihre Aufgabe war die Errichtung der drei dortigen Basislager für die nachfolgenden Gefangenen. Die Lager bestanden überwiegend aus schlechten und im Monsunregen auch rasch verwitternden Zelten. Bis Mai 1943 wurden auf dem Schienenweg 55.720 Gefangene nach Thailand gebracht. Als den Japanern Mitte 1943 die medizinische Situation in den Camps außer Kontrolle geriet, suchten sie im Lager Singapur 375 medizinische Kräfte zusammen und transportierten auch sie per Bahn nach Thailand. Von dort wurden sie auf die Lager verteilt.
Insgesamt waren etwa 15.000 Japaner beim Bahnbau involviert. Von ihnen kamen etwa 1000 ums Leben.

#### Tagesablauf und Arbeitsbedingungen

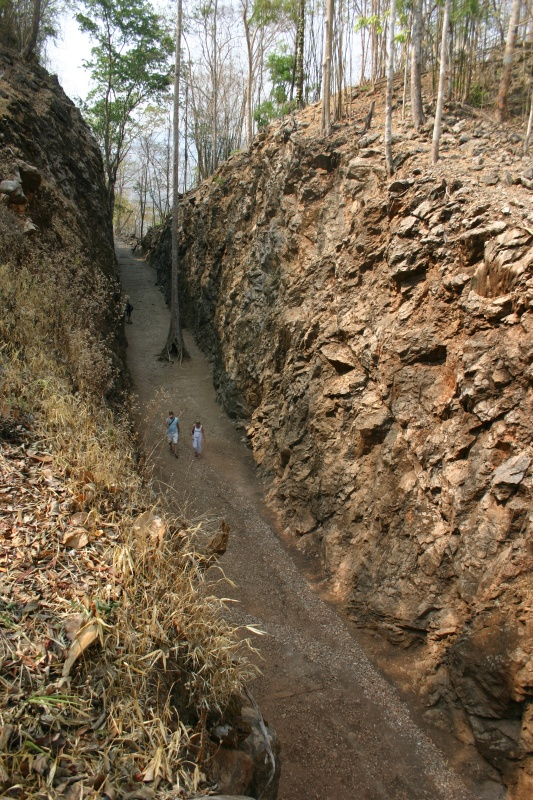
Blick von oben durch den Hellfire Pass (März 2005)

Der Tagesablauf für die Gefangenen war strikt an die allgemeine Tageshelligkeit gebunden: Wecken mit Sonnenaufgang (gegen 6:30 Uhr), anschließend ein karges Reisfrühstück, anschließender Abmarsch. Nach frühestens zwei Arbeitsstunden erlaubten die Japaner eine zehnminütige Teepause. Mittags brachten die Versorgungseinheiten wieder Reisrationen zu den Gefangenen. Die Arbeitszeit war in der Regel mit der Dunkelheit gegen 18:30 Uhr beendet und der Rückmarsch wurde angetreten. Wurden allerdings Bauabschnitte nicht schnell genug fertig gestellt, mussten die Gefangenen auch bis in die Nacht oder die Nacht hindurch arbeiten, dies insbesondere während der Speedo-Phase des Projektes, am Hellfire Pass und an einigen weiteren Stellen.
Die Arbeitsbedingungen waren unmenschlich. Zu den Drangsalierungen durch die Japaner kam das heiße und feuchte Dschungelklima. Gerade während der Monsunzeit lag ein schwerer Nebel in den Tälern, und die Arbeit musste auch im niederprasselnden Regen erledigt werden. Der Hauptanteil der Arbeit wurde mit bloßen Händen ausgeführt, da Werkzeuge oft fehlten. Die gefährlichsten und tödlichsten Baustellen waren die Brücken über die Flüsse. Der überwiegende Teil waren Holzkonstruktionen. Erst gegen Ende der Bauphase kamen einige Stahlbrücken aus Japan und ersetzten an einigen Stellen die Holzkonstruktionen. Auch die Felssprengungen an den Flussufern wurden immer wieder durch Unfälle, oftmals mit tödlichem Ausgang, überschattet. Aussagen von ehemaligen Gefangenen gehen sogar soweit, den Japanern absichtlich herbeigeführte Unfälle zu unterstellen.
Im April 1943 begann der Durchbruch am sogenannten Hellfire Pass (14° 20′ N, 98° 58′ O). Nur mit Hammer und Meißel wurde ein 25 Meter breiter und 75 Meter langer Bergeinschnitt geschlagen. Ihm folgte ein weiterer, der 8 Meter breit und sogar 450 Meter lang war. Da die Arbeiten auch nachts im Schein von Karbid- und Diesellampen ausgeführt wurden, erhielt er den Namen Hellfire.
Wegen der Luftüberlegenheit der Alliierten wurde der Seeweg um die Malaiische Halbinsel für die Japaner immer risikoreicher, so dass eine sichere Landverbindung immer wichtiger wurde. Deshalb wurde im März 1943 der Termin für die Fertigstellung der Strecke auf den August 1943 vorverlegt und der Arbeitsdruck auf die Kriegsgefangenen und Zwangsarbeiter entsprechend erhöht. In dieser Phase höchsten Drucks und größter Rücksichtslosigkeit („speedo“-Periode) stieg die Zahl der Todesfälle unter den Kriegsgefangenen und Zwangsarbeitern dramatisch an.
Ein großes Problem stellten die alliierten Bomberangriffe auf die Camps und Baustellen dar. Die Alliierten vermuteten dort nur einheimische und japanische Bauarbeiter und wollten mit den Angriffen die Fertigstellung der Bahnstrecke verhindern. Als die Gefangenen versuchten, mit großen weißen Dreiecken auf blauem Grund die Flugzeuge von ihrer Anwesenheit zu unterrichten, wurden sie von den Japanern massiv daran gehindert.

#### Opfer
Beim Bau der Eisenbahnstrecke starben 6540 Briten, 2830 Niederländer, 2710 Australier, 131 Amerikaner und 413 Kriegsgefangene anderer Nationalität. Auch deportierte koreanische, japanische und andere Zwangsarbeiter aus dem asiatischen Raum waren unter den Toten. Insgesamt starben nach unterschiedlichen Schätzungen 40.000 bis 90.000 Menschen beim Bau der Strecke.

#### Bewertung
Die Behandlung der Kriegsgefangenen widersprach eklatant der Haager Landkriegsordnung und der Genfer Konvention zur Behandlung von Kriegsgefangenen. Nach den Maßstäben dieser Abkommen handelte es sich um Kriegsverbrechen. Die „Death Railway“ war dabei nur eines der vielen Kriegsverbrechen, die Japan von Beginn der Annexion der Mandschurei 1931 bis zum Ende des Zweiten Weltkriegs 1945 beging. Sie stellt dabei eines der großen Verbrechen neben dem Massaker von Nanking dar.

#### Inbetriebnahme
Anfang 1943 war die Strecke bereits bis Kanchanaburi in Betrieb.
Am 17. Oktober 1943 trafen die beiden Baustellen von burmesischer und thailändischer Seite bei Konkuita in Thailand aufeinander, am 23. Oktober wurden die Bauarbeiten beendet und am 25. Oktober der Betrieb aufgenommen. Wegen alliierter Bombenangriffe mussten jedoch ständig kleinere Teilstücke, insbesondere beschädigte Brücken, repariert werden. Die Fertigstellung der Strecke in nur 13 Monaten hatte allerdings auch zur Folge, dass vieles nur provisorisch hergerichtet war. Ein Signalsystem entlang der Strecke war nicht eingerichtet worden, Hochbauten waren – mit Ausnahme hastig errichteter Lagerhäuser an den Endpunkten der Strecke – ebenfalls nicht vorhanden.

## Betrieb

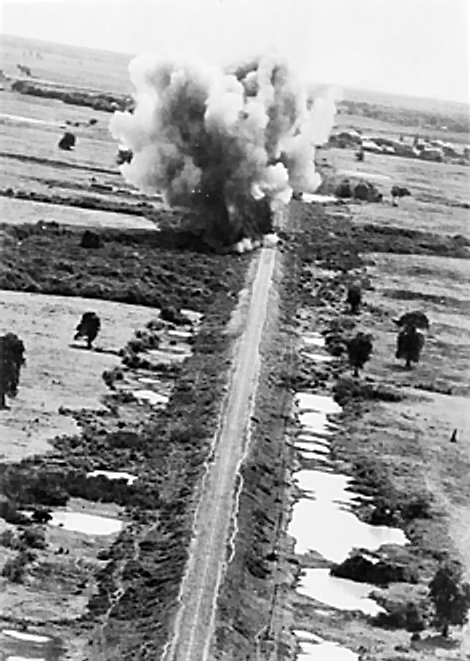
Ein britischer Bomber attackiert die Bahnstrecke.

Die eingleisige Strecke hatte zahlreiche Kreuzungsbahnhöfe und Abstellgleise, auf denen Eisenbahnfahrzeuge getarnt abgestellt werden konnten, um vor Luftangriffen geschützt zu sein.
Als Lokomotiven wurden ausschließlich die Class J 56 der Japanischen Staatsbahn in einer Meterspurvariante eingesetzt. Darüber hinaus wurden eine große Zahl von Lastkraftwagen mit Eisenbahn-Radsätzen versehen. Ein solcher konvertierter Lastwagen konnte bis zu vier Güterwagen ziehen. Einige dieser Fahrzeuge wurden zur Tarnung mit einem Spitzdach verkleidet, was ihnen das Aussehen einer einheimischen Hütte verlieh. Das führte zur Bezeichnung „flying kampong“, fliegendes Dorf („kampong“ bedeutet auf Malaiisch „Dorf“). Gefahren wurde in der Regel nachts, um alliierten Luftangriffen zu entgehen. Tagsüber wurden die Züge abgestellt und getarnt.
Obwohl es wegen der Oberbaumängel zahlreiche Langsamfahrstellen mit 5 km/h gab, kam es immer wieder zu Entgleisungen.
Die angestrebten Ziele des Baus wurden nur teilweise erreicht: Die angestrebte tägliche Transportkapazität von 3000 Tonnen wurde verfehlt. 1000 Tonnen pro Tag erwiesen sich als realistisch. Insgesamt war die Strecke über ihre gesamte Länge nur vom 20. Oktober 1943 bis zum 24. Juni 1944 in Betrieb.
Die Alliierten beschädigten oder zerstörten ab 1944 durch intensivere Einsätze immer wieder Brücken der Strecke. Brücken waren aufwändiger zu reparieren als Gleise oder Bahndämme und bildeten daher das bevorzugte Ziel von Angriffen. Bei solchen Angriffen wurden auch die hölzerne Kwai-Brücke und die 200 Meter flussaufwärts gelegene Stahlbrücke (14° 2′ 27″ N, 99° 30′ 11″ O) immer wieder beschädigt und anschließend repariert. Als die Mittel, die Stahlbrücke zu reparieren, ausgingen, wurde nur noch die Holzbrücke ausgebessert. Die Stahlbrücke, von der drei Spannen zerstört waren, wurde nach dem Krieg 1946 von einer japanischen Firma wieder aufgebaut. Als die Schäden durch die Luftangriffe zu umfangreich wurden, musste im Juni 1945 der Betrieb auf der Strecke endgültig eingestellt werden. Am 15. August bzw. 2. September 1945 kapitulierte Japan.

## Nachkriegszeit

### Strecke

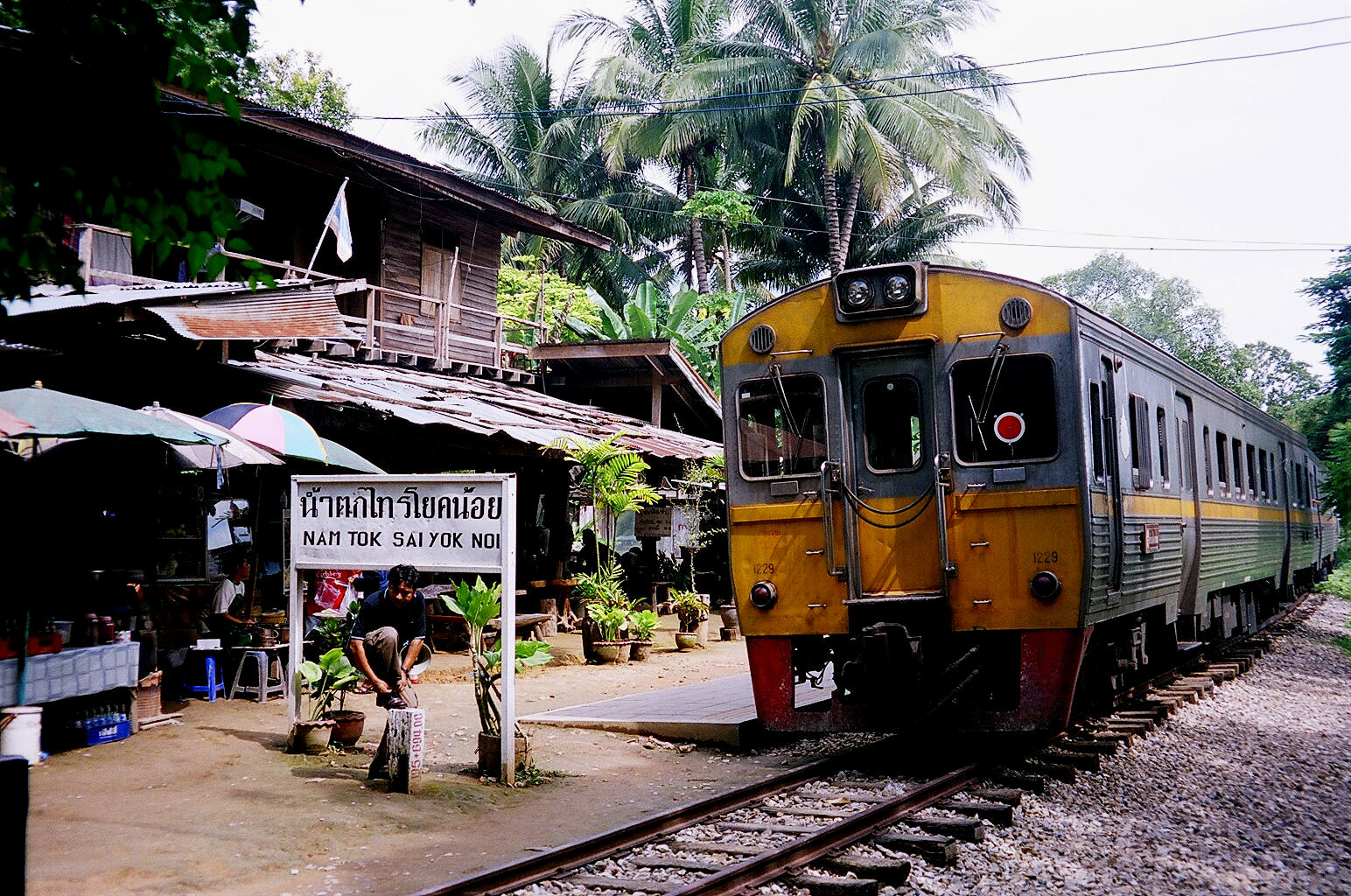
Heutige Endstation Nam Tok Sai Yok Noi

Mit der japanischen Kapitulation betrachtete Großbritannien die Bahnstrecke als Kriegsbeute und sein Eigentum. Sie wurde jedoch zunächst von dem niederländischen Oberstleutnant Karel Adrianus Warmenhoven verwaltet, der kurz zuvor aus dem Kriegsgefangenenlager Changi befreit worden war. Er hat einen Bericht darüber hinterlassen, wie er 1945 die Bahnstrecke vorfand.
Die Briten entfernten im Mai 1946 einen 3,9 Kilometer langen Streckenteil am Drei-Pagoden-Pass, angeblich, um Schmuggel zu unterbinden. Nach Kriegsende wurden ebenfalls aufgrund einer Vereinbarung zwischen Burma und Thailand jeweils 100 Kilometer ab der Grenze die Gleise entfernt und die Strecke von vornherein nicht wieder in Betrieb genommen. Die Strecke in Burma verlor dadurch jegliche Bedeutung, die Beseitigung von Kriegsschäden im dortigen Netz hatte Vorrang.
Auf thailändischer Seite wurde die Strecke unregelmäßig bis Prangkasi befahren. Dies nutzten viele Thailänder dazu, sich entlang der Bahn in bisher nur sehr dünn besiedeltem Gelände anzusiedeln. Damit gewann die Strecke als Infrastruktur für eine Binnenkolonisation Bedeutung. Um die Verfügung über die Strecke zu erhalten, kaufte die thailändische Regierung den im Land gelegenen Abschnitt im Oktober 1946 für 1.250.000 £ (damals: 50 Mio. Baht) von der britischen Regierung. Der Kaufpreis wurde in sechs halbjährlichen Raten zwischen Januar 1947 und Januar 1949 gezahlt. Der Großteil des Geldes wurde für Ausgleichszahlungen an die ehemaligen Eigentümer der entwendeten Schienenfahrzeuge, Schienen und sonstigen Baumaterialien in Burma, Malaysia, Java und anderen umliegenden Staaten verwendet. Zum 17. Oktober 1946 wurde die Strecke an Thailand übergeben. Bei einer Inspektionsfahrt über den Zustand der gekauften Strecke verlor am 31. Januar 1947 u. a. der damalige thailändische Verkehrsminister Momluang Kri Detchatiwong sein Leben, als das von ihm benutzte Fahrzeug bei Konkoita abstürzte: Eine Brücke war zuvor eingestürzt.
Dieser schlechte Zustand der Strecke war dann Anlass, auf thailändischer Seite das Gleis von Nam-Tok bis zum Pass der drei Pagoden endgültig abzubauen. Auf burmesischer Seite geschah das vom Pass bis nach Thanbyuzayat. Das Material wurde in beiden Ländern benötigt, um Kriegsschäden an anderer Eisenbahninfrastruktur reparieren zu können. Abgebaut wurde bereits 1946 die zweite, hölzerne Brücke über den Mae Klong.
Die Strecke von Khok Mo bis Nam Tok wurde nach Sanierung in Etappen erneut in Betrieb genommen: Am 24. Juni 1949 der Abschnitt Khok Mo–Kanchanaburi, am 1. April 1952 Kanchanaburi–Wang Pho und 1. Juli 1958 der Abschnitt von Wang Pho bis Nam Tok, insgesamt 130 Kilometer. Sie ist heute auch ein touristisches Ziel. Im Jahr 2003 wurde die Strecke um 1,4 Kilometer von Nam Tok bis zur heutigen Endstation Nam Tok Sai Yok Noi (in den offiziellen Fahrplänen nur Nam Tok genannt) verlängert, weil von hier ein besserer Zugang zu den bekannten Wasserfällen besteht.
Ein etwa 40 Kilometer langer Abschnitt des thailändischen Teils der aufgegebenen Strecke wurde ab 1985 durch den Vajiralongkorn-Stausee geflutet. Einige aufgelassene Abschnitte sind als Wanderweg ausgebaut. Alle anderen Streckenabschnitte sind inzwischen überwuchert, jedoch zu großen Teilen vor Ort noch erkennbar.

### Verkehr
Über die gesamte Streckenlänge verkehren täglich zwei Zugpaare. Ein drittes verkehrt zwischen Nong Pladuk Junction und Nam Tok. Alle führen ausschließlich die 3. Klasse. In Bangkok nutzen sie den Bahnhof Thonburi. Das Zugpaar 257/258 führt einen 3.-Klasse-Wagen, der ausschließlich für Touristen reserviert ist, dessen Nutzung statt 100 Baht dann 300 Baht für die einfache Fahrt kostet, in dem dafür zusätzlicher Service angeboten wird.
An Samstagen, Sonntagen und Feiertagen verkehrt ein zusätzlicher Dieseltriebwagen, der im Bahnhof Bangkok Hua Lamphong startet. Er führt die 3. Klasse, vielleicht auch die 2. Klasse. Darüber hinaus fährt der Luxuszug Eastern and Oriental Express auf der Strecke drei Mal im Monat bis zum Bahnhof Saphan Kwae Yai.

### Pläne
Es gibt Bestrebungen, im Zuge der Trans-Asian Railway sowie die Schnellfahrstrecke Kunming–Singapur die Gesamtstrecke wieder aufzubauen, um die Länder Südostasiens besser zu vernetzen und an das internationale Schienennetz anzuschließen. Die Vajiralongkorn-Talsperre verhindert jedoch eine Reaktivierung der Bahnstrecke. Diese Überlegungen sind aber noch nicht in konkrete Planungen umgesetzt.

## Gedenkstätten, Friedhöfe und Museen

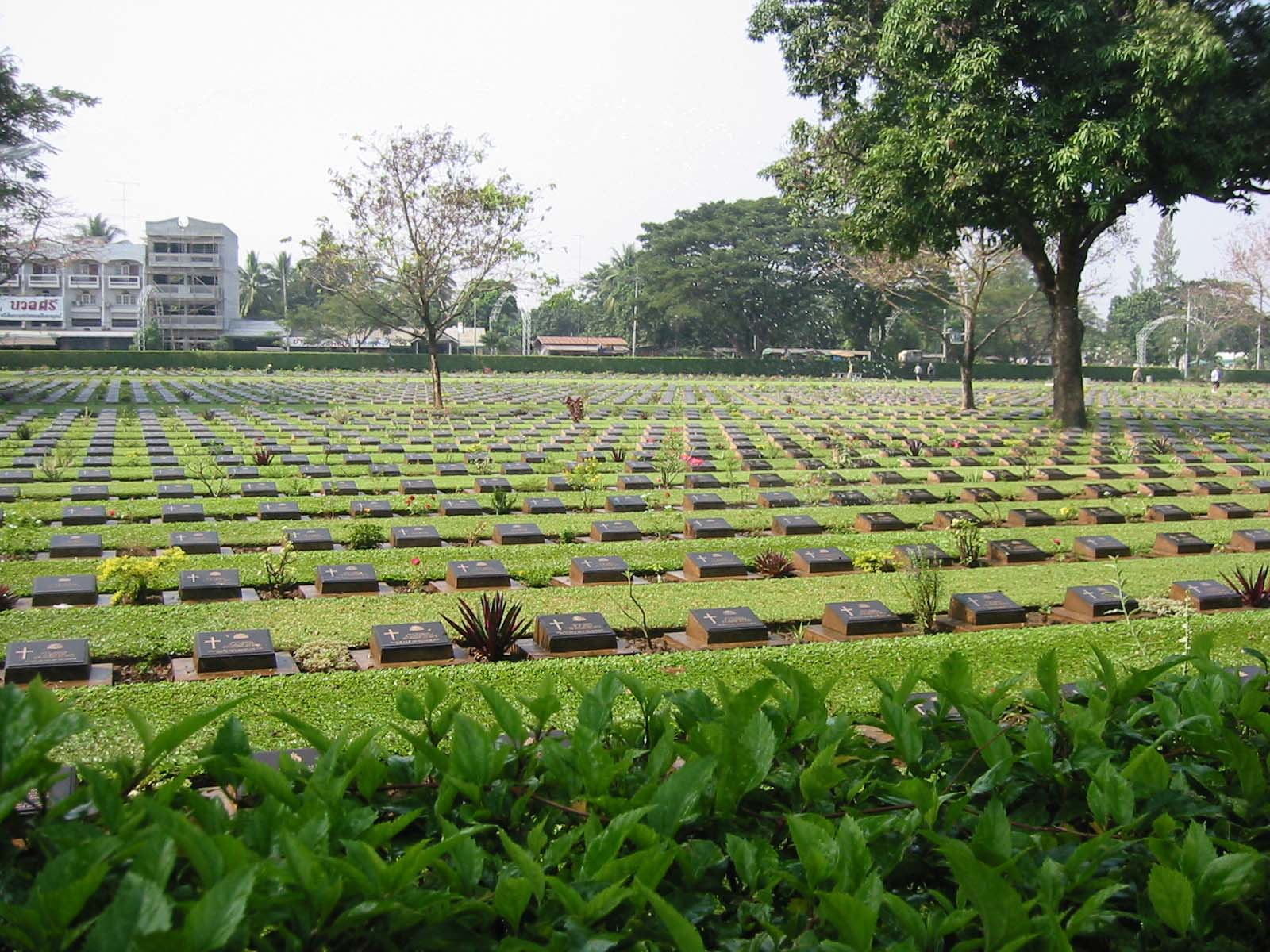
Der Friedhof der Alliierten in Kanchanaburi

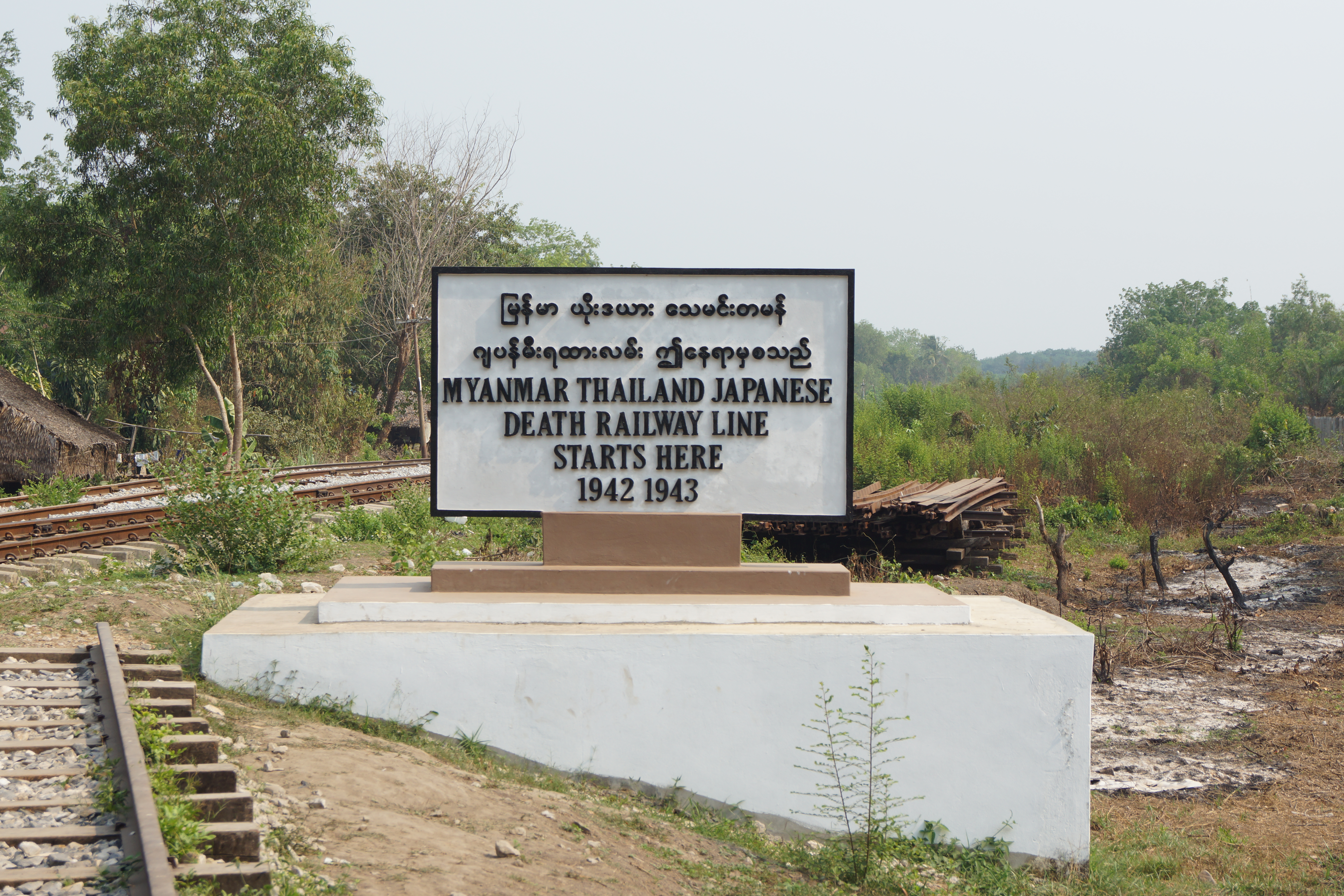
Gedenktafel in Myanmar

Mehrere Gedenkstätten, die an den Bau der Death Railway und an diejenigen erinnern, die während des Baus ums Leben kamen, wurden sowohl in Thailand als auch in Myanmar errichtet. Drei Friedhöfe wurden von der Commonwealth War Graves Commission (CWGC) angelegt, zwei in Thailand (in Kanchanaburi und in Chungkai), einer in Myanmar (in Thanbyuzayat). Auf vielen Gräbern stehen keine Namen, da die Japaner oft die Leichen in die Flüsse warfen oder am Rand der Trasse zurückließen, wo sie später gefunden wurden. Soweit Gräber oder Grabstätten entlang der Strecke gefunden wurden, wurden die Toten soweit möglich exhumiert und auf einen dieser Friedhöfe umgebettet.

### Kanchanaburi War Cemetery
Dieser Friedhof wurde auf dem Gelände des „Kanburi Basis Camp“ errichtet („Kanburi“ nannten die Kriegsgefangenen die Stadt Kanchanaburi). Es ist der größte Kriegsfriedhof der Alliierten. Hier sind 6991 alliierte Kriegsgefangene begraben (oder es wird ihrer gedacht), von denen bisher 4946 identifiziert sind: 3577 Briten, 1362 Australier, 1896 Niederländer, 104 Malayen, zwei Neuseeländer, ein Kanadier und ein Burmese sowie 35 unbekannter Herkunft. Gedacht wird auch 11 Soldaten der indischen Armee. Colin St Clair Oakes gestaltete den Friedhof. Am ANZAC Day (25. April) jedes Jahres findet hier die zentrale Gedenkveranstaltung statt.

### Chungkai War Cemetery
Wenige Kilometer von Kanchanaburi entfernt, wurde dieser bereits 1943 während des Baus der Death Railway angelegte Friedhof neu gestaltet. Hier finden sich Gräber und Gedenkstätten für 1384 Briten, 314 Niederländer, 37 Malayen und 6 Inder, von denen 1377 identifiziert sind. Der Gestalter auch dieses Friedhofs war Colin St Clair Oakes.

### Thanbyuzayat War Cemetery
Auf diesem Friedhof sind 1588 Briten, 1348 Australier, 622 Niederländer, 79 Malayen, 15 Inder, 3 Neuseeländer, 1 Kanadier, 1 Burmese sowie 114 Menschen unbekannter Herkunft begraben, von denen 2995 identifiziert sind.

### JEATH-Kriegsmuseum
In der Nähe der Kwai-Brücke, auf deren Ostseite, liegt das JEATH-Kriegsmuseum. JEATH besteht aus den Anfangsbuchstaben der am Krieg beteiligten Ländernamen: Japan, England, America, Australia, Thailand und Holland. In dem wie die damaligen Gefangenencamps aus Bambusrohr gebauten Museum sind Bilder aus den Kriegstagen und Fundstücke vom Bau der Trasse ausgestellt. Auch Teile der Bomben, mit denen die Brücken zerstört wurden, wurden hierher verbracht.

### Thailand-Burma-Railway Centre

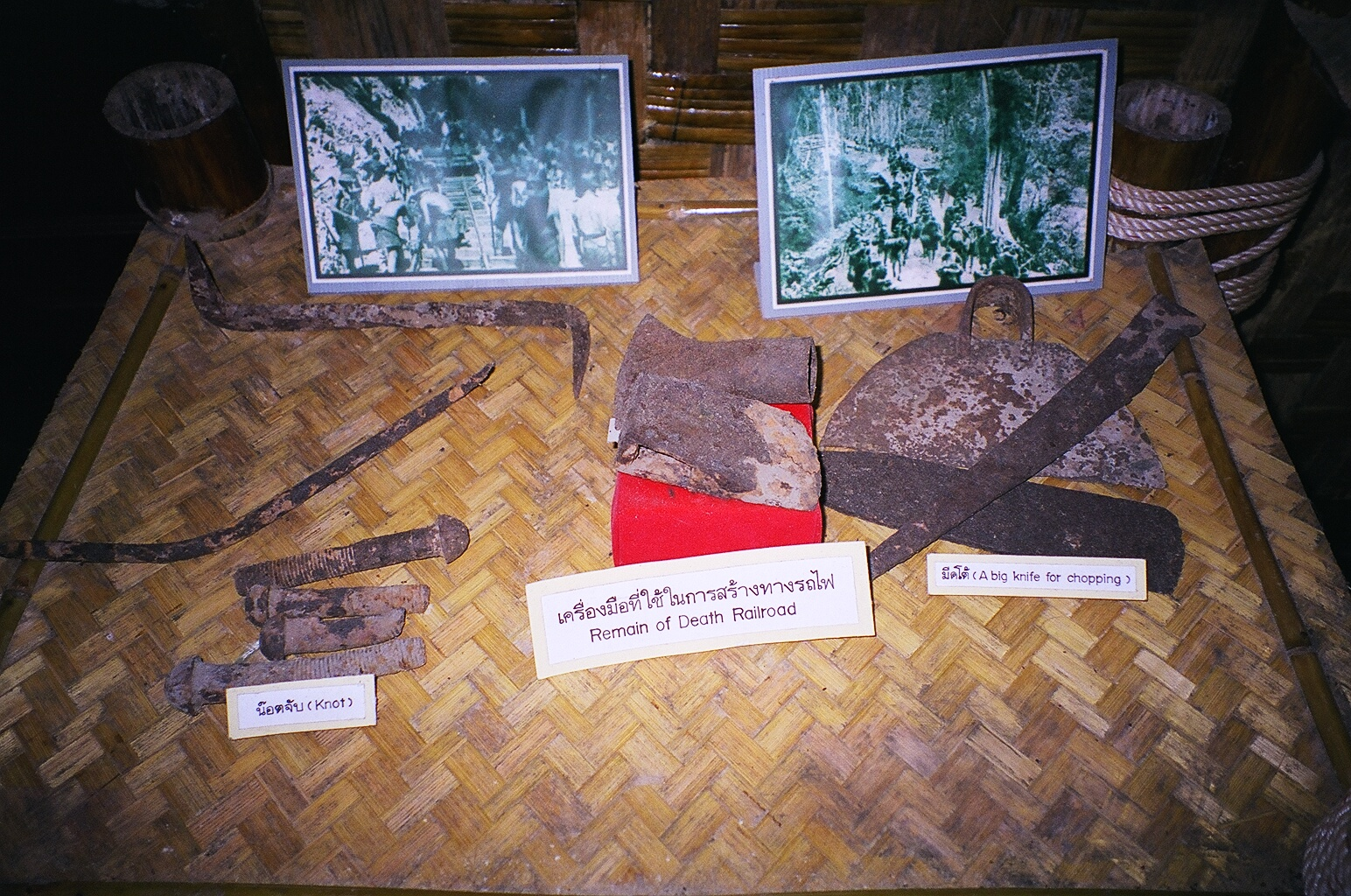
Beim Bau benutzte Werkzeuge, die im Nationalpark Sai Yok, Kanchanaburi, gefunden wurden

Das Dokumentationszentrum liegt in der Nähe des „Kanchanaburi War Cemetery“. Das Zentrum und die ihm angeschlossene Stiftung dokumentieren umfassend den Bau der Bahn durch zahlreiche persönliche Dokumente u. a. auch Tonaufnahmen von Überlebenden, die für die Nachwelt bewahrt werden.

### Hellfire-Pass-Memorial-Museum
Dieses Museum wurde von Australiern gebaut und Ende April 1998 vom damaligen australischen Premierminister, Bob Hawke, eröffnet. Es bietet einen Rundgang durch den Geländeeinschnitt am Hellfire-Pass und stellt Fundstücke vom Bahnbau, wie z. B. Werkzeuge, aus.